# Superior Tribunal de Justiça

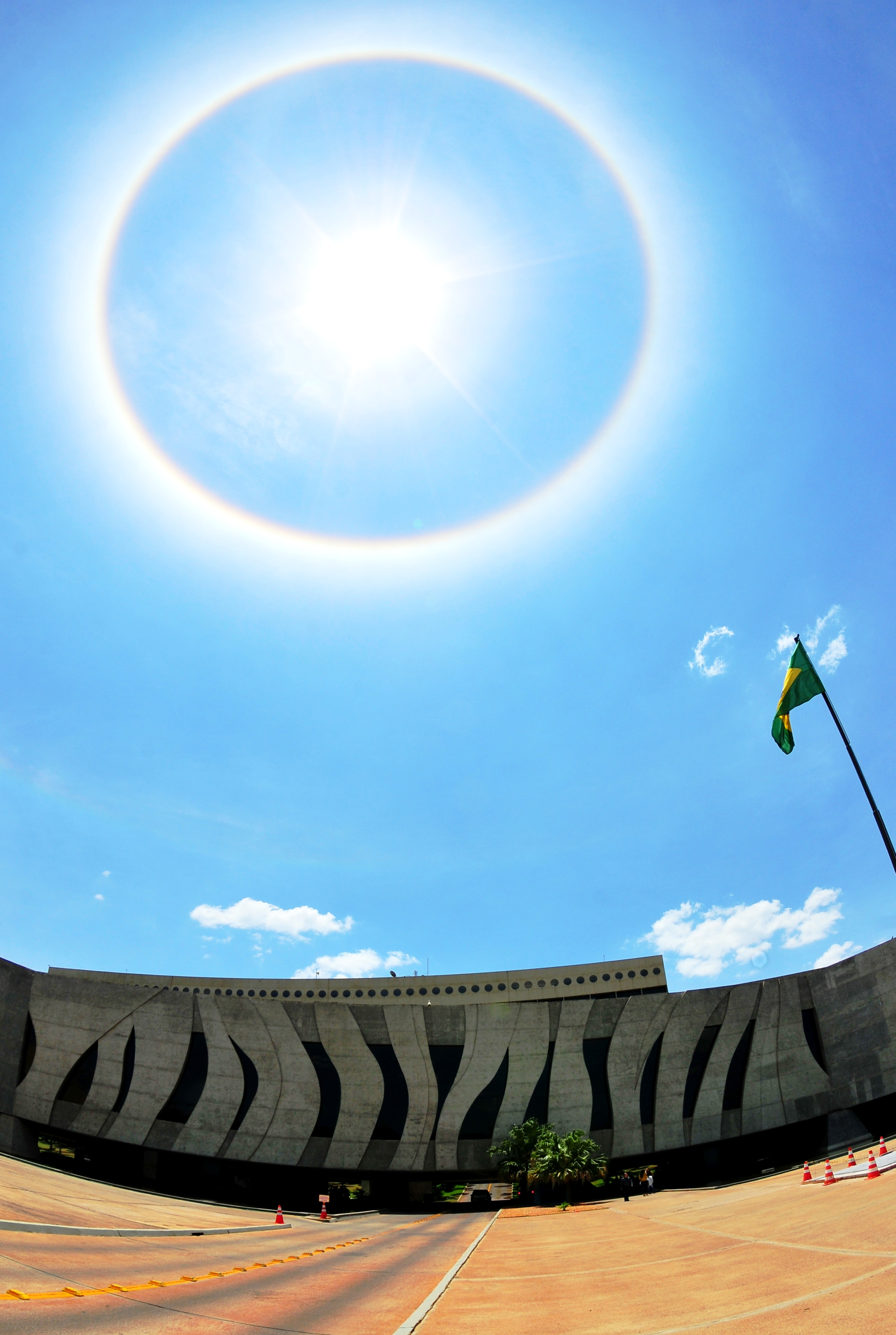
Fenômeno óptico atmosférico (Halo solar) visto sobre o tribunal em 2011.

O Superior Tribunal de Justiça (STJ) é um dos órgãos máximos do Poder Judiciário do Brasil. Sua missão é zelar pela uniformidade de interpretações da legislação federal brasileira.
O STJ também é chamado de "Tribunal da Cidadania", por sua origem na "Constituição Cidadã". É de responsabilidade do STJ julgar, em última instância, todas as matérias infraconstitucionais não especializadas – isto é, que escapem às Justiças do Trabalho, Eleitoral ou Militar, e que não sejam tratadas na Constituição Federal, como o julgamento de questões que se referem à aplicação de lei federal ou de divergência de interpretação jurisprudencial. Na primeira hipótese, o Tribunal analisa o recurso caso um Tribunal inferior tenha negado aplicação de artigo de lei federal. Na segunda hipótese, o Superior Tribunal de Justiça atua na uniformização das decisões dos Tribunais inferiores; ou seja, constatando-se que a interpretação da lei federal de um Tribunal inferior é divergente de outro Tribunal (incluso o próprio Superior Tribunal de Justiça), o STJ pode analisar a questão e unificar a interpretação.
Atualmente, o decano (mais antigo dentre os 33 membros) do STJ é o ministro Francisco Falcão, nomeado em 1999 pelo presidente Fernando Henrique Cardoso, e os mais modernos são os ministros Teodoro Silva Santos, Afrânio Vilela e Daniela Teixeira, nomeados em 2023 pelo presidente Luiz Inácio Lula da Silva.
Desde 1º de outubro de 2007, as publicações judiciais e administrativas passaram a ser realizadas de forma eletrônica, no Diário da Justiça e, em 2008, implantou-se o processo eletrônico, com a digitalização de autos físicos.
Em novembro de 2020, autos eletrônicos do STJ foram atacados e criptografados por hackers, naquele considerado o maior ataque hacker da história do país.

## Competências
Como definidas no art. 105, de forma taxativa, da Constituição Brasileira:
I - Processar e julgar, originariamente:
- a) nos crimes comuns, os Governadores dos Estados e do Distrito Federal, e, nestes e nos de responsabilidade, os desembargadores dos Tribunais de Justiça dos Estados e do Distrito Federal, os membros dos Tribunais de Contas dos Estados e do Distrito Federal, os dos Tribunais Regionais Federais, dos Tribunais Regionais Eleitorais e do Trabalho, os membros dos Conselhos ou Tribunais de Contas dos Municípios e os do Ministério Público da União que oficiem perante tribunais;
- b) os mandados de segurança e os habeas data contra ato de Ministro de Estado, dos Comandantes da Marinha, do Exército e da Aeronáutica ou do próprio Tribunal;
- c) os habeas corpus, quando o coator ou paciente for qualquer das pessoas mencionadas na alínea "a", ou quando o coator for tribunal sujeito à sua jurisdição, Ministro de Estado ou Comandante da Marinha, do Exército ou da Aeronáutica, ressalvada a competência da Justiça Eleitoral;
- d) os conflitos de competência entre quaisquer tribunais, ressalvado o disposto no art. 102, I, "o", bem como entre tribunal e juízes a ele não vinculados e entre juízes vinculados a tribunais diversos;
- e) as revisões criminais e as ações rescisórias de seus julgados;
- f) a reclamação para a preservação de sua competência e garantia da autoridade de suas decisões;
- g) os conflitos de atribuições entre autoridades administrativas e judiciárias da União, ou entre autoridades judiciárias de um Estado e administrativas de outro ou do Distrito Federal, ou entre as deste e da União;
- h) o mandado de injunção, quando a elaboração da norma regulamentadora for atribuição de órgão, entidade ou autoridade federal, da administração direta ou indireta, excetuados os casos de competência do Supremo Tribunal Federal e dos órgãos da Justiça Militar, da Justiça Eleitoral, da Justiça do Trabalho e da Justiça Federal;
- i) a homologação de sentenças estrangeiras e a concessão de exequatur às cartas rogatórias;

II - Julgar, em recurso ordinário:
- a) os habeas-corpus decididos em única ou última instância pelos Tribunais Regionais Federais ou pelos tribunais dos Estados, do Distrito Federal e Territórios, quando a decisão for denegatória;
- b) os mandados de segurança decididos em única instância pelos Tribunais Regionais Federais ou pelos tribunais dos Estados, do Distrito Federal e Territórios, quando denegatória a decisão;
- c) as causas em que forem partes Estado estrangeiro ou organismo internacional, de um lado, e, do outro, Município ou pessoa residente ou domiciliada no País;

III - Julgar, em recurso especial, as causas decididas, em única ou última instância, pelos Tribunais Regionais Federais ou pelos tribunais dos Estados, do Distrito Federal e Territórios, quando a decisão recorrida:
- a) contrariar tratado ou lei federal, ou negar-lhes vigência;
- b) julgar válido ato de governo local contestado em face de lei federal;
- c) der a lei federal interpretação divergente da que lhe haja atribuído outro tribunal.

Parágrafo único. Funcionarão junto ao Superior Tribunal de Justiça: ("Caput" do parágrafo único com redação dada pela Emenda Constitucional nº 45, de 2004)
- I - a Escola Nacional de Formação e Aperfeiçoamento de Magistrados, cabendo-lhe, dentre outras funções, regulamentar os cursos oficiais para o ingresso e promoção na carreira; (Inciso acrescido pela Emenda Constitucional nº 45, de 2004)
- II - o Conselho da Justiça Federal, cabendo-lhe exercer, na forma da lei, a supervisão administrativa e orçamentária da Justiça Federal de primeiro e segundo graus,  como órgão central do sistema e com poderes correicionais, cujas decisões terão caráter vinculante. (Inciso acrescido pela Emenda Constitucional nº 45, de 2004)

## Ministros

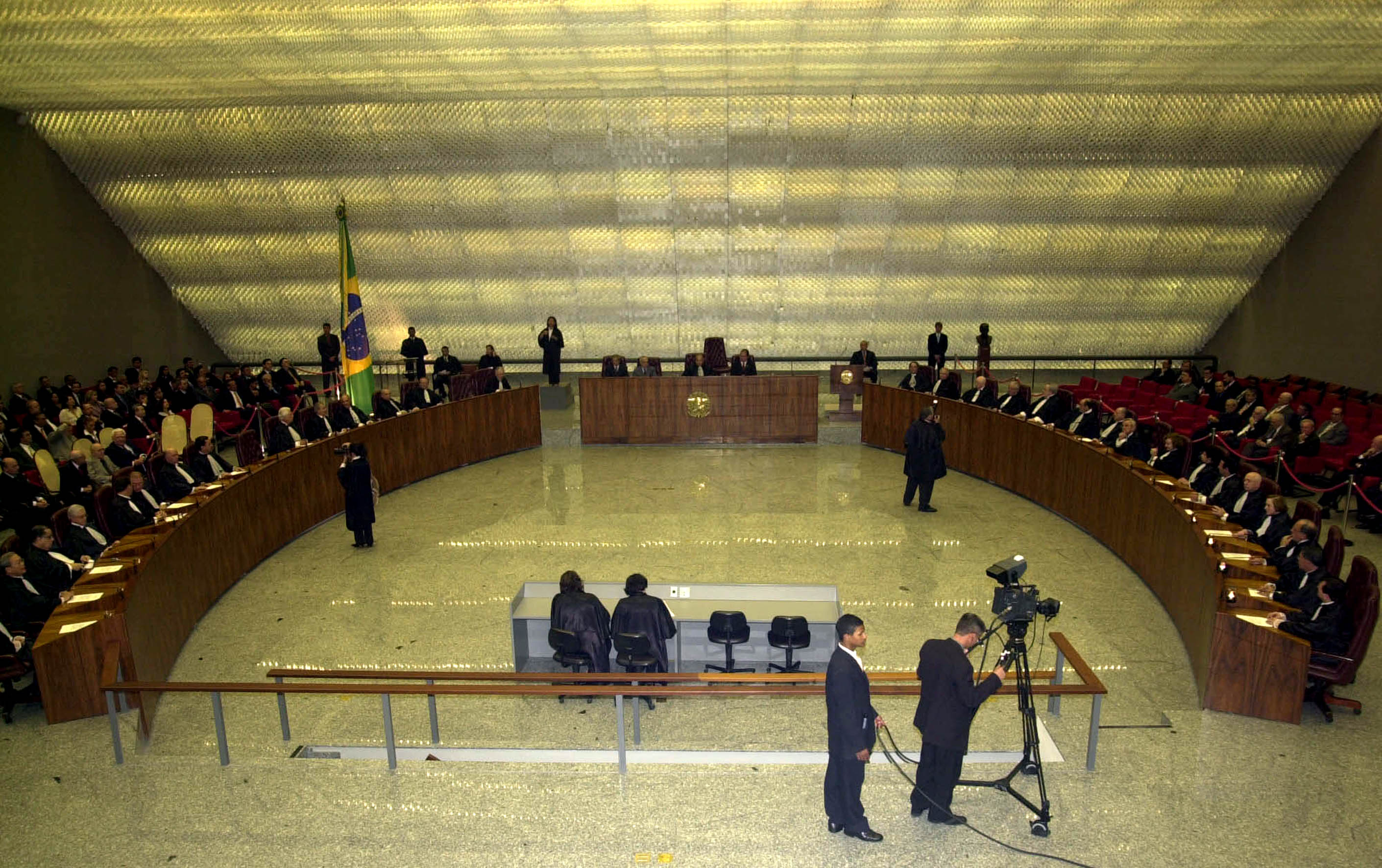
Interior do Superior Tribunal de Justiça, em 2006.

O STJ é composto — de acordo com o artigo 104 da Constituição Federal — de, no mínimo, 33 ministros nomeados pelo Presidente da República, sendo um terço dentre juízes dos Tribunais Regionais Federais (TRF), um terço dentre desembargadores dos Tribunais de Justiça (TJ) e um terço, alternadamente, dentre advogados e membros do Ministério Público (MP) Federal, Estadual e do Distrito Federal e dos Territórios.
A escolha dos juízes e desembargadores é feita pelo Plenário do STJ entre os que se candidatam. O tribunal forma, para cada vaga, uma lista tríplice dos candidatos mais votados, que é submetida à Presidência da República para indicação de um nome. Entre advogados e membros do MP, o Plenário recebe uma lista sêxtupla formada por entidades representativas das classes e seleciona três nomes, também submetidos à Presidência.
Após a indicação pelo presidente da República, o candidato é submetido à sabatina e votação na Comissão de Cidadania, Constituição e Justiça (CCJ) do Senado Federal e à votação no Plenário do órgão. As votações, tanto no STJ quanto no Senado, são secretas. Após aprovação do Senado, o escolhido é nomeado pelo Presidente da República. O passo final é a posse do nomeado como ministro do STJ.
Para sua composição inicial, a Constituição de 1988 determinou o aproveitamento dos ministros que integravam o Tribunal Federal de Recursos (TFR), extinto e substituído pelos cinco TRFs existentes hoje.
Os ministros dividem-se em três seções especializadas de julgamento, cada uma delas composta por duas turmas, que analisam e julgam matérias de acordo com a natureza da causa submetida a apreciação. Acima delas está a Corte Especial, órgão máximo do Tribunal. A Primeira Seção (Primeira e Segunda Turmas) trata de questões de Direito público, especialmente Direito administrativo, Direito tributário e Direito previdenciário, bem como mandados de segurança impetrados contra atos de ministros de Estado. A Segunda Seção (Terceira e Quarta Turmas) julga matérias de Direito privado, tratando de Direito civil e Direito comercial. A Terceira Seção (Quinta e Sexta Turmas) é voltada para as causas de Direito penal.

### Composição atual
Atualizado em 1 de março de 2025
| Nº | Nome                                      | Nascimento (data e local)                  | Formação acadêmica | Data da posse          | Data Limite (aposentadoria) | Nomeação por              | Vaga | Origem | Observações |
| -- | ----------------------------------------- | ------------------------------------------ | --- | ---------------------- | --------------------------- | ------------------------- | ---- | ------ | --- |
| 1  | Francisco Cândido de Melo Falcão Neto     | 30 de maio de 1952 Recife, PE              | Graduação em direito pela Universidade Federal de Pernambuco | 30 de junho de 1999    | 2027                        | Fernando Henrique Cardoso | TRF  | TRF-5  | - Integrante da 4.ª Turma - Embora nomeado ao STJ em vaga destinada a juízes de Tribunal Regional Federal, ingressara na corte regional através do quinto constitucional (classe da advocacia)                                            |
| 2  | Fátima Nancy Andrighi                     | 27 de outubro de 1952 Soledade, RS         | Graduação em direito pela Pontifícia Universidade Católica do Rio Grande do Sul, mestrado em mediação pelo Institut Universitaire Kurt Bösch                                                                                                 | 27 de outubro de 1999  | 2027                        | Fernando Henrique Cardoso | TJ   | TJ-DFT | - Integrante da 3.ª Turma |
| 3  | João Otávio de Noronha                    | 30 de agosto de 1956 Três Corações, MG     | Graduação em direito e especialização em direito do trabalho, direito processual do trabalho e direito processual civil pela Faculdade de Direito do Sul de Minas                                                                            | 3 de dezembro de 2002  | 2031                        | Fernando Henrique Cardoso | OAB  | OAB-DF | - Integrante da 5.ª Turma |
| 4  | Humberto Eustáquio Soares Martins         | 7 de outubro de 1956 Maceió, AL            | Graduação em direito pela Universidade Federal de Alagoas, graduação em administração pelo Centro Universitário Cesmac | 14 de junho de 2006    | 2031                        | Luiz Inácio Lula da Silva | TJ   | TJ-AL  | - Integrante da 2.ª Turma - Embora nomeado ao STJ em vaga destinada a desembargadores de Tribunal de Justiça, ingressara na corte estadual através do quinto constitucional (classe da advocacia)                                         |
| 5  | Maria Thereza Rocha de Assis Moura        | 14 de outubro de 1956 São Paulo, SP        | Graduação, mestrado e doutorado em direito pela Universidade de São Paulo | 9 de setembro de 2006  | 2031                        | Luiz Inácio Lula da Silva | OAB  | OAB-SP | - Integrante da 2.ª Turma |
| 6  | Antonio Herman de Vasconcellos e Benjamin | 13 de novembro de 1957 Catolé do Rocha, PB | Graduação em direito pela Universidade Federal do Rio de Janeiro, mestrado em direito pela Universidade de Illinois, doutorado em direito pela Universidade Federal do Rio Grande do Sul                                                     | 6 de setembro de 2006  | 2032                        | Luiz Inácio Lula da Silva | MP   | MP-SP  | - Presidente - Presidente do Conselho de Justiça Federal |
| 7  | Geraldo Og Nicéas Marques Fernandes       | 26 de novembro de 1951 Recife, PE          | Graduação em direito pela Universidade Federal de Pernambuco, graduação em jornalismo pela Universidade Católica de Pernambuco | 17 de junho de 2008    | 2026                        | Luiz Inácio Lula da Silva | TJ   | TJ-PE  | - Integrante da 6.ª Turma |
| 8  | Luis Felipe Salomão                       | 18 de março de 1963 Salvador, BA           | Graduação em direito pela Universidade Federal do Rio de Janeiro | 17 de junho de 2008    | 2038                        | Luiz Inácio Lula da Silva | TJ   | TJ-RJ  | - Vice-presidente - Vice-presidente do Conselho da Justiça Federal |
| 9  | Mauro Luiz Campbell Marques               | 9 de outubro de 1963 Manaus, AM            | Graduação em direito pelo Centro Universitário Metodista Bennett | 17 de junho de 2008    | 2038                        | Luiz Inácio Lula da Silva | MP   | MP-AM  | - Corregedor Nacional de Justiça |
| 10 | Benedito Gonçalves                        | 30 de janeiro de 1954 Rio de Janeiro, RJ   | Graduação em direito pela Universidade Federal do Rio de Janeiro, mestrado em direito pela Universidade Estácio de Sá | 17 de setembro de 2008 | 2029                        | Luiz Inácio Lula da Silva | TRF  | TRF-2  | - Integrante da 1.ª Turma |
| 11 | Raul Araújo Filho                         | 10 de maio de 1959 Fortaleza, CE           | Graduação em direito pela Universidade Federal do Ceará, graduação em economia pela Universidade de Fortaleza | 12 de maio de 2010     | 2034                        | Luiz Inácio Lula da Silva | TJ   | TJ-CE  | - Integrante da 4.ª Turma - Embora nomeado ao STJ em vaga destinada a desembargadores de Tribunal de Justiça, ingressara na corte estadual através do quinto constitucional (classe da advocacia) - Membro do Conselho da Justiça Federal |
| 12 | Maria Isabel Diniz Gallotti Rodrigues     | 28 de julho de 1963 Rio de Janeiro, RJ     | Graduação em direito e especialização em direito público pela Universidade de Brasília | 10 de agosto de 2010   | 2038                        | Luiz Inácio Lula da Silva | TRF  | TRF-1  | - Integrante da 4.ª Turma - Embora nomeada ao STJ em vaga destinada a juízes de Tribunal Regional Federal, ingressara na corte regional através do quinto constitucional (classe do Ministério Público Federal)                           |
| 13 | Antonio Carlos Ferreira                   | 10 de março de 1957 São Paulo, SP          | Graduação em direito pelo Centro Universitário das Faculdades Metropolitanas Unidas | 13 de junho de 2011    | 2032                        | Dilma Rousseff            | OAB  | OAB-SP | - Integrante da 4.ª Turma - Ex-Diretor Jurídico da Caixa Econômica Federal |
| 14 | Ricardo Villas Bôas Cueva                 | 28 de maio de 1962 São Paulo, SP           | Graduação em direito pela Universidade de São Paulo, mestrado em direito pela Harvard Law School, doutorado em direito pela Universidade de Frankfurt                                                                                        | 13 de junho de 2011    | 2037                        | Dilma Rousseff            | OAB  | OAB-DF | - Integrante da 3.ª Turma - Quando indicado, era Procurador da Fazenda Nacional licenciado para o trato de assuntos particulares, exercendo a advocacia privada.                                                                          |
| 15 | Sebastião Alves dos Reis Júnior           | 4 de janeiro de 1965 Belo Horizonte, MG    | Graduação em direito pela Universidade de Brasília, especialização em direito público pela Pontifícia Universidade Católica de Minas Gerais                                                                                                  | 13 de junho de 2011    | 2040                        | Dilma Rousseff            | OAB  | OAB-DF | - Integrante da 6.ª Turma |
| 16 | Marco Aurélio Gastaldi Buzzi              | 4 de fevereiro de 1958 Timbó, SC           | Graduação e mestrado em direito pela Universidade do Vale do Itajaí | 5 de setembro de 2011  | 2033                        | Dilma Rousseff            | TJ   | TJ-SC  | - Integrante da 4.ª Turma |
| 17 | Marco Aurélio Bellizze Oliveira           | 4 de janeiro de 1964 Rio de Janeiro, RJ    | Graduação e mestrado em direito pela Universidade Estácio de Sá | 5 de setembro de 2011  | 2039                        | Dilma Rousseff            | TJ   | TJ-RJ  | - Integrante da 2.ª Turma |
| 18 | Sérgio Luíz Kukina                        | 13 de julho de 1959 Curitiba, PR           | Graduação e mestrado em direito pela Pontifícia Universidade Católica do Paraná | 6 de fevereiro de 2013 | 2034                        | Dilma Rousseff            | MP   | MP-PR  | - Integrante da 1.ª Turma |
| 19 | Paulo Dias de Moura Ribeiro               | 28 de setembro de 1953 Santos, SP          | Graduação em direito pela Universidade Católica de Santos, mestrado e doutorado em direito pela Pontifícia Universidade Católica de São Paulo                                                                                                | 28 de setembro de 2013 | 2028                        | Dilma Rousseff            | TJ   | TJ-SP  | - Integrante da 3.ª Turma |
| 20 | Regina Helena Costa                       | 25 de agosto de 1961 São Paulo, SP         | Graduação em direito pelas Centro Universitário das Faculdades Metropolitanas Unidas, mestrado e doutorado em direito pela Pontifícia Universidade Católica de São Paulo                                                                     | 28 de agosto de 2013   | 2036                        | Dilma Rousseff            | TRF  | TRF-3  | - Integrante da 1.ª Turma |
| 21 | Rogerio Schietti Machado Cruz             | 26 de junho de 1962 Juiz de Fora, MG       | Graduação em direito pelo Centro de Ensino Unificado de Brasília, mestrado e doutorado em direito pela Universidade de São Paulo | 28 de agosto de 2013   | 2037                        | Dilma Rousseff            | MP   | MP-DFT | - Integrante da 6.ª Turma |
| 22 | Luiz Alberto Gurgel de Faria              | 8 de julho de 1969 Recife, PE              | Graduação em direito pela Universidade Federal do Rio Grande do Norte, mestrado e doutorado em direito pela Universidade Federal de Pernambuco                                                                                               | 9 de setembro de 2014  | 2044                        | Dilma Rousseff            | TRF  | TRF-5  | - Integrante da 1.ª Turma |
| 23 | Reynaldo Soares da Fonseca                | 28 de novembro de 1963 São Luís, MA        | Graduação em direito pela Universidade Federal do Maranhão, mestrado em direito pela Pontifícia Universidade Católica de São Paulo, doutorado em direito pela Faculdade Autônoma de Direito de São Paulo                                     | 26 de maio de 2015     | 2038                        | Dilma Rousseff            | TRF  | TRF-1  | - Integrante da 5.ª Turma |
| 24 | Marcelo Navarro Ribeiro Dantas            | 20 de janeiro de 1963 Natal, RN            | Graduação em direito pela Universidade Federal do Rio Grande do Norte, mestrado e doutorado em direito pela Pontifícia Universidade Católica de São Paulo                                                                                    | 30 de setembro de 2015 | 2038                        | Dilma Rousseff            | TRF  | TRF-5  | - Integrante da 5.ª Turma - Embora nomeado ao STJ em vaga destinada a juízes de Tribunal Regional Federal, ingressara na corte regional através do quinto constitucional (classe do Ministério Público Federal)                           |
| 25 | Antonio Saldanha Palheiro                 | 24 de abril de 1951 Rio de Janeiro         | Graduação e mestrado em direito pela Pontifícia Universidade Católica do Rio de Janeiro | 6 de abril de 2016     | 2026                        | Dilma Rousseff            | TJ   | TJ-RJ  | - Integrante da 6.ª Turma |
| 26 | Joel Ilan Paciornik                       | 31 de janeiro de 1965 Curitiba, PR         | Graduação em direito pela Faculdade de Direito de Curitiba, mestrado em direito pela Universidade Federal do Rio Grande do Sul | 6 de abril de 2016     | 2040                        | Dilma Rousseff            | TRF  | TRF-4  | - Integrante da 5.ª Turma |
| 27 | Messod Azulay Neto                        | 26 de outubro de 1963 Rio de Janeiro, RJ   | Graduação em direito pela Universidade Federal do Rio de Janeiro | 6 de dezembro de 2022  | 2038                        | Jair Bolsonaro            | TRF  | TRF-2  | - Integrante da 5.ª Turma - Embora nomeado ao STJ em vaga destinada a juízes de Tribunal Regional Federal, ingressara na corte regional através do quinto constitucional (classe da advocacia)                                            |
| 28 | Paulo Sérgio Domingues                    | 6 de janeiro de 1966 São Paulo, SP         | Graduação em direito pela Universidade de São Paulo, mestrado em direito pela Universidade de Frankfurt | 6 de dezembro de 2022  | 2041                        | Jair Bolsonaro            | TRF  | TRF-3  | - Integrante da 1.ª Turma |
| 29 | Teodoro Silva Santos                      | 2 de maio de 1958 Juazeiro do Norte, CE    | Graduação em ciências jurídicas pela Universidade de Fortaleza, especialização em direito processual penal pela Universidade Federal do Ceará, especialização, mestrado e doutorado em direito constitucional pela Universidade de Fortaleza | 22 de novembro de 2023 | 2033                        | Luiz Inácio Lula da Silva | TJ   | TJ-CE  | - Integrante da 6.ª Turma - Embora nomeado ao STJ em vaga destinada a desembargadores de Tribunal de Justiça, ingressara na corte estadual através do quinto constitucional (classe do Ministério Público)                                |
| 30 | José Afrânio Vilela                       | 7 de março de 1961 Ibiá, MG                | Graduação em direito pela Universidade Federal de Uberlândia | 22 de novembro de 2023 | 2036                        | Luiz Inácio Lula da Silva | TJ   | TJ-MG  | - Integrante da 2.ª Turma |
| 31 | Daniela Rodrigues Teixeira                | 21 de fevereiro de 1972 Brasília, DF       | Graduação em direito pela Universidade de Brasília, especialização em direito econômico pela Fundação Getulio Vargas, mestrado em direito pelo Instituto Brasileiro de Ensino, Desenvolvimento e Pesquisa                                    | 22 de novembro de 2023 | 2047                        | Luiz Inácio Lula da Silva | OAB  | OAB-DF | - Integrante da 3.ª Turma |
| 32 | vago                                      |                                            | |                        |                             |                           | MP   |        | |
| 33 | vago                                      |                                            | |                        |                             |                           | TRF  |        | |

Próximas aposentadorias (por idade) (Emenda Constitucional 88)
- Antonio Saldanha Palheiro, em 24 de abril de 2026[21]
- Og Fernandes, em 26 de novembro de 2026[21]

## Seções e turmas
| Primeira turma - Benedito Gonçalves - Sérgio Kukina - Regina Helena Costa - Gurgel de Faria - Paulo Sérgio Domingues Segunda turma - Francisco Falcão - Maria Thereza de Assis Moura - Marco Aurélio Bellizze - Teodoro Silva Santos - Afrânio Vilela | Terceira turma - Nancy Andrighi - Humberto Martins - Villas Bôas Cueva - Moura Ribeiro - Daniela Teixeira Quarta turma - João Otávio de Noronha - Raul Araújo - Isabel Gallotti - Antonio Carlos Ferreira - Marco Buzzi | Quinta turma - Reynaldo Soares da Fonseca - Ribeiro Dantas - Joel Ilan Paciornik - Messod Azulay Neto - vago Sexta turma - Og Fernandes - Sebastião Reis Júnior - Rogerio Schietti Cruz - Antonio Saldanha Palheiro - vago |